# 2014년 부천국제판타스틱영화제
제18회 부천국제판타스틱영화제는 2014년 7월에 개최된 영화제이다. 사회자는 신현준이다.

## 수상 및 후보

### 작품상(장편)
- 다크 벨리 - 안드레아스 프로차스카 수상

### 여우주연상(장편)
- 바바둑 - 에시 데이비스 수상

### 남우주연상(장편)
- 데드 스노우 2 - 베가 호엘 수상

### 감독상(장편)
- 데드 스노우 2 - 토미 위르콜라 수상

### 심사위원 특별상(장편)
- 미드나잇 애프터 - 프룻 첸 수상

### 같이의 가치 NH농협관객상
- 데드 스노우 2 - 토미 위르콜라 수상

### 한국단편특별상
- 팡이요괴 - 박천규 수상

### 넷팩상
- 우드 잡! - 야구치 시노부 수상

### 경기도 교육감상
- Modern Times - 진채린 수상

### 피판 조직위원장상
- Wake - 한상진 수상

### 피판 유스 필름 아카데미 원장상
- 엄마의 Nineteen - 양현규 수상

### 피판 집행위원장상
- 자각몽 - 김민정 수상

### 심사위원상(단편)
- 분노의 심판자, 스틸 - 마이클 모트 수상

### 관객상(단편)
- 침입자 - 박근범 수상

### 대상(단편)
- 하바나 - 에두아르 살리에르 수상

### 특별언급
- 그림자연극 - 로렌조 레시오 수상
- Something - 정성락 수상

### EFFFF 아시아 영화상
- 소녀괴담 - 오인천 수상

### LG 하이엔텍상
- 18 : 우리들의 성장 느와르 - 한윤선 수상

### 프로듀서스 초이스
- 현빈 수상
- 손예진 수상

### 판타지아 어워드
- 김우빈 수상
- 심은경 수상

### 잇스타 어워드
- 조진웅 수상

### 부천 초이스(장편)
- 더 바바둑 - 제니퍼 켄트
- 카메라 - 제임스 렁
- 더 다크 벨리 - 안드레아스 프로차스카
- 어둠이 올 때까지 - 마틴 데살보
- 데드 스노우 2 - 토미 위르콜라
- 대 최면술사 - 레스티 첸
- 더미인형 홍훈 - 컬프 칼자룩
- 잭 스트롱 - 브와디스와프 파시코브스키
- 미드나잇 애프터 - 프룻 첸
- 오픈 윈도우즈 - 나초 비가론도
- 막부고교생 - 리 토시오
- 애니멀즈 드림 - 요나스 알렉산더 안비

### 부천 초이스(단편)
- 우주 속으로 - 앤드류 데스몬드
- 하바나 - 에두아르 살리에르
- 침입자 - 박근범
- 분노의 심판자, 스틸 - 마이클 모트
- 구원의 서막 - 데니스 피터센
- Something - 정성락
- 악심 - 이성강
- 거침없이 죽여라! 맥블라스터 - 르네 슈바이처 외 1명
- 팡이요괴 - 박천규
- 래빗 105 - 페데리코 로스타인 외 1명
- 그림자연극 - 로렌조 레시오
- 자매들의 시간 - 말락 쿠오타

### 금지구역
- 아메리칸 테러 - 헤일러 가르시아
- 꽃과 뱀: 더 제로 - 하시모토 하지메
- 줄리아 - 매튜 A. 브라운
- 악령의 심판 - 브라이언 오맬리
- 더 사무라이 - 틸 클라이너트
- 고문 클럽 - 요시다 코타

### 판타스틱 단편 걸작선
- 추방 - 엘링거 토로드슨
- 흡혈귀와 어머니 - 벤 고든
- 미궁 - 제로니모 로차
- 악의 여왕 랑다 - 실뱅 코이즌 외 1명
- 도서관 내 정숙 - 피에르 길 레커비
- 클로젯 - 박가희
- 커플 - 리브키 모라이스 우마가피
- 개를 찾습니다 - 브라이언 크라노
- 사파리 - 게라도 헤레로
- 불청객 - 이재의
- 죽음의 무도 - 카베 아카버
- 멘토 - 박보은
- 라이징 더스트 - 잭 운
- 다정하게 바삭바삭 - 장영선
- Umba - 파비앙 쿠페
- 엇갈림 - 아모스 이즈라 카츠
- 흉내 - 김보영
- 사랑의 대화 - 김유성
- 열차에서 만난 여사 - 김가온
- 조용한 사랑 - 프라산티 바르마
- 진우네 209 - 임하니
- 등대 - 페르하트 젠긴
- 신화와 동화가 만났을 때 - 알렉산드라 헤트메로바
- 향 - 김유신
- 슈우웅 - 임철
- 코인룸 - 송정우
- 완전 사랑해서 그런거야 - 정재웅
- 싸인 하드 - 권양헌
- 타임머신 - 신승은
- 제목 없는 영화 - 스테판 파페
- 배스킨 - 칸 에브레놀
- 아이 엠 몬스터 - 로리 보웬 외 1명
- 사랑의 후회 - 페데리코 스카지알리
- 빨간 망토 소녀 - 플로리안 본스타트 외 1명
- 나이트사탄 - 크리스터 린드스트롬
- 디스크조각모음 - 황보새별
- 도티 - 벤 찰스 에드워즈
- 토미와 스테이시의 위대한 일생 - 마이클 루크 리트왁
- 남근선망 - 임정서
- 거울 속 앨리스 - 이반 메나 티노코
- 배드버그 - 송경흡
- 이블 트윈 - 크리스티안 파일
- iBaby - 소재웅
- 60마일의 사나이 - 김명하
- 좀비 캠페인 - 알렉산더 쿠에자다
- 균열 - 안용해
- 여로 : 기억의 밤 - 이재국
- 붉은 점 - 후앙 뤠이펑
- 기묘한 동거인 - 고스 스베타노브스키
- 야수들 - 사치 에디리위라
- 체어맨 - 김후중
- 수업 - 박남원
- 달팽이관 - 박심지
- 9 - 박대영
- 불면증 - 성준수
- 잉어의 계략 - 정혜정
- 새벽, 국경에서 - 배기원
- 감각적 공해 - 홍선영
- 인형 - 노도연
- 수지 - 김신정
- 딜라일라 - 김혜미
- 란 - 신창현
- 마거리트 - 최지혜
- Royal Life - 조민지
- 아무도 듣지 못한 시 - 이유진

### 월드 판타스틱 시네마
- 열한시 - 김현석
- 치어리더는 모두 죽는다 - 럭키 맥키 외 1명
- 아스모덱시아 - 마크 카레트
- 바알의 꽃 - 레오나르도 페피
- 방황하는 칼날 - 이정호
- 카니발 - 마누엘 마틴 쿠엔카
- 첸나이 익스프레스 - 로히트 셰티
- 키메라 - 올리비에 베귄
- 악마의 시종 - 제임스 시즈모어
- 에반젤린 - 카렌 램
- 쌍둥이자리 - 아토 바우티스타
- 하우스바운드 - 제라드 존스톤
- 화이 : 괴물을 삼킨 아이 - 장준환
- 동굴 - 알프레도 몬테로
- 어둠 속에서 - 여준한
- KL 좀비 - 우밍진
- 수퍼 히어로 크리쉬 3 - 라케쉬 로샨
- 밤이 지나 내일이 올때까지 내버려둬 - 젯 레이코
- 레몬 트리 패시지 - 데이빗 캠벨
- 라이브 - 이구치 노보루
- 꽃미남 학교괴담 - 포이 아논
- 소녀괴담 - 오인천
- 아무 것도 사라지지 않는다 - 김승혁
- 님프 - 밀란 토도로빅
- 카비세라 - 어느 아버지의 고백 - 보르기 토레
- 죽음의 새끼손가락 - 리사 타케바
- 퍼즐 - 나이토 에이스케
- 원 컷 - 어느 친절한 살인자의 기록 - 시라이시 코지
- 백설공주 살인사건 - 나카무라 요시히로
- 스펙 결: 전편 - 츠츠미 유키히코
- 스펙 결: 후편 - 츠츠미 유키히코
- 스테이지 프라이트 - 제롬 세블
- 파멸의 눈동자 - 케빈 콜쉬 외 1명
- 블러드 글래셔 - 마빈 크렌
- 달콤살벌한 알리바이 - 리엔 이치
- 마경 - 임초현
- 타임 랩스 - 브래들리 킹
- 트릭 극장판 : 라스트 스테이지 - 츠츠미 유키히코
- 터널 3D - 박규택
- 뱀파이어에 관한 아주 특별한 다큐멘터리 - 타이카 와이티티
- 당신의 벽이 속삭일때 - 그르제고르즈 무스칼라
- 울프캅 - 로웰 딘
- 좀비 파이트 클럽 - 조 치엔
- 좀비스쿨 - 김석정

### 비전 익스프레스
- 18 (우리들의 성장 느와르) - 한윤선
- 투 스테이츠 - 아비쉑 바르만
- 블루 부스타만테 - 미코 리벨로
- 평행이론 - 제임스 워드 바이어킷
- 크레이터즈 오브 더 문 - 제시 밀워드
- 자뻑지존 절대순수 똘끼충만 고딩감독 - 매튜 존슨
- 최신좀비가이드 - 알렉상드르 오 필립
- 듀얼 - 니크 가즈보다
- 모던 타임즈 - 소효려
- 필드 인 잉글랜드 - 벤 웨틀리
- 파이팅 - 위쥔하오
- 인피니트 맨 - 휴 설리반
- 여인공화국의 재키 - 리아드 사투프
- LFO - 안토니오 투블렌
- 사랑의 소용돌이 - 미우라 다이스케
- 선지자의 밤 - 김성무
- 아리안느는 임신중 - 알베르 뒤퐁텔
- 픽업 아티스트 - 전도한
- 원탁의 가족 - 유키사다 이사오
- 고양이 사무라이 - 야마구치 요시타카
- 괴테스쿨의 사고뭉치들 - 보라 닥테킨
- 그녀와 그의 사정 - 마츠이 다이고
- 세가지 색 - 삼생 - 오진우 외 2명
- 성형일기 - 린 아이훠
- 왓니껴 - 이동삼
- 우드 잡! - 야구치 시노부
- 배드 캅 - 쿠엔틴 듀피욱스
- 야스민 - 시티 카말루딘

### 더 마스터즈
- 진 - 토브 후퍼
- 두더지의 노래: 잠입탐정 레이지 - 미이케 다카시
- 제로법칙의 비밀 - 테리 길리엄

### 애니 판타
- 소년, 세상을 만나다 - 알레 아브레우
- 지오바니의 섬 - 니시쿠보 미즈호
- 동물왕국 탐험대 - 미칼 자브카
- 환상의 미다 - 켄트 창

### 특별전
- 고질라 - 혼다 이시로
- 고질라 7 - 고질라 대 몬스터 제로 - 혼다 이시로
- 고질라 10 - 혼다 이시로
- 고질라 12 - 고질라 대 헤도라 - 반노 요시미츠
- 고질라 16 - 메가고질라 대 고질라 - 혼다 이시로
- 고질라 18 - 고질라 대 비올란테 - 오오모리 카즈키
- 고질라 - 파이널 워즈 - 기타무라 류헤이
- 핑크보단 블루 - 미구엘 페라리
- 좀비 인어의 습격 - 로드리고 아라가오
- 딥 슬립 - 루치아노 오네티
- 미래에서 온 남자 - 클라우디오 토레스
- 쉬 울프 - 타마에 가라테구이
- 비디오 가게를 지켜라 - 파블로 일라네스
- 점핑 - 구혁탄
- Sounds Good - 송은주
- Cherry Blossom - 한승환
- 모멘트 - 오인천
- 나는 용감하지 않다 - 쉔 아오
- 타인의 취향 - 이재우
- 용문객잔 - 호금전
- 가요 반세기 - 김광수
- 텍사스 전기톱 학살 - 토브 후퍼
- 폴터가이스트 - 토브 후퍼

### 회고전
- 치명적인 여인 - 틴토 브라스
- 아우성 - 틴토 브라스
- 살롱 키티 - 틴토 브라스
- 칼리귤라 - 틴토 브라스
- 올 레이디 두 잇 - 틴토 브라스
- 두 잇 - 틴토 브라스
- 틴토 브라스의 모든 것 - 마시밀라노 자닌